# مگاورلد
مگاورلد (انگلیسی: Megaworld) شرکت املاک فیلیپینی است، که در سال ۱۹۸۰ تأسیس شد.